# Montbrun-les-Bains
Montbrun-les-Bains ist eine französische Gemeinde im Département Drôme in der Region Auvergne-Rhône-Alpes. Sie ist dem Kanton Nyons et Baronnies und dem Arrondissement Nyons zugeteilt.
Das Dorf ist seit 1982 als eines der Plus beaux villages de France (Schönste Dörfer Frankreichs) klassifiziert und weist viele Quellen auf.

## Geografie
Der südfranzösische Bergort mit 444 Einwohnern (Stand 1. Januar 2022) liegt im Süden des Départements Drôme 95 km südsüdöstlich von Valence auf fast 600 Meter über Meer an einem Hang des Mont Ventoux. Das Gemeindegebiet wird von der Toulourenc durchflossen. Das Klima ist mediterran, und die Landschaft weist eine auf Trockenheit spezialisierte Vegetation auf, wobei vor allem die zahlreichen Lavendelfelder augenfällig sind. Der Kurort verfügt über eine Therme.

## Geschichte
Die schwefelhaltigen Thermen wurden bereits zur gallo-römischen Zeit gegen Rheuma und Hautkrankheiten sowie zur Öffnung der Atemwege genutzt.
Im Mittelalter gehörte die Herrschaft zuerst den Familien d’Agoult und de Mévouillon, später der Dynastie Dupuy. Im 12. Jahrhundert besaß die Abtei Saint-André de Villeneuve-lès-Avignon in Montbrun ein Priorat und drei Kirchen. Alle diese Einrichtungen waren abgabepflichtig. Im 13. Jahrhundert verblieben dann noch das Priorat und eine Kirche.
Charles Dupuy wurde 1530 in Montbrun geboren. Er war Leutnant und Nachfolger von François de Beaumont – Baron des Adrets und wurde ein Führer der Calvinisten. Er kämpfte tapfer und wurde hart geprüft; dafür erhielt er die Übernamen „der protestantische Bayard“ und „der Tapfere“. Am 12. August 1575 in der Schlacht Bataille du pont de Mirabel bei Châtillon-en-Diois verwundet und gefangen genommen, wurde er nach Grenoble überführt und vom Parlement zum Tode verurteilt. Bereits am Folgetag wurde er hingerichtet.

## Bevölkerungsentwicklung
| Jahr                       | 1911 | 1962 | 1968 | 1975 | 1982 | 1990 | 1999 | 2008 | 2016 |
| -------------------------- | ---- | ---- | ---- | ---- | ---- | ---- | ---- | ---- | ---- |
| Einwohner                  | 911  | 482  | 464  | 479  | 523  | 467  | 428  | 526  | 444  |
| Quellen: Cassini und INSEE |      |      |      |      |      |      |      |      |      |

Anekdote: Im Jahr 1876 meldeten verschiedene medizinische Fachzeitschriften, dass es bei den Frauen des Orts üblich war, mit dem erklärten Ziel der Verhütung weiterer Schwangerschaften 2½–3 Jahre lang zu stillen; starb aber das Kind, dann entweder ein anderes Kind zu adoptieren oder aber einen Hundewelpen regelmäßig zum Saugen an die Brust zu legen. Auf diese Weise wurde der kleine Ort auch in zahlreichen ausländischen Fachzeitschriften bekannt, weil ein Arzt des Ortes beobachtet hatte, dass die Hundewelpen durchgängig Rachitis bekamen, die aber wieder verschwand, sobald man sie wieder an ihrem Muttertier saugen ließ. Der Arzt machte daraufhin den umgekehrten Versuch und berichtete, auf diese Weise Kinder von Rachitis geheilt haben zu wollen.

## Thermalbad
Das Thermalbad, welches für Montbrun und die Umgebung ein wesentliches Standbein des wirtschaftlichen Lebens darstellt, wurde 2006 erweitert. Der Kurort verfügt über zahlreiche Gästebetriebe, darunter zwei große Feriendörfer und zwei Resorts.

## Sehenswürdigkeiten
- Der Beffroi oder Tour l’Horloge (Uhrturm) steht auf halber Höhe des Hügels, auf dem Montbrun-les-Bains thront. Dieser Zinnenturm mit einer gusseisernen Laterne diente als eines der vier Stadttore der im Mittelalter befestigten Stadt. Die Terrasse ermöglicht einen eindrücklichen Ausblick auf das Tal des Anary (ein Nebenfluss der Toulourenc), auf das Dorf Reilhanette und auf den Mont Ventoux. Seit 1926 steht der Turm unter Denkmalschutz.[3]
- Die Pfarrkirche Notre-Dame stammt aus dem 12. Jahrhundert. Bemerkenswert im Innern ist das Altarretabel des Bildhauers Jacques Bernus (1650–1728) geschmückt mit Malereien der Familie Parrocel.
- Die Ruinen der Renaissance-Burg Château Dupuy-Montbrun, ganz zuoberst auf dem Hügel, dominieren dank ihrer Größe und Lage den Ort.
- Das in einem schönen Park gelegene Château des Gipières, ein dekoratives Thermalbad aus dem 19. Jahrhundert, ist nicht mehr in Betrieb. Das schlossartige Gebäude wurde privatisiert und in Eigentumswohnungen umgewandelt. Öffentlich zugänglich ist das angeschlossene Restaurant.
- Das Château Reybaud ist ein Donjon mit viereckigem Grundriss, der  im oberen Dorfkern ganz nahe an der Felsklippe steht.

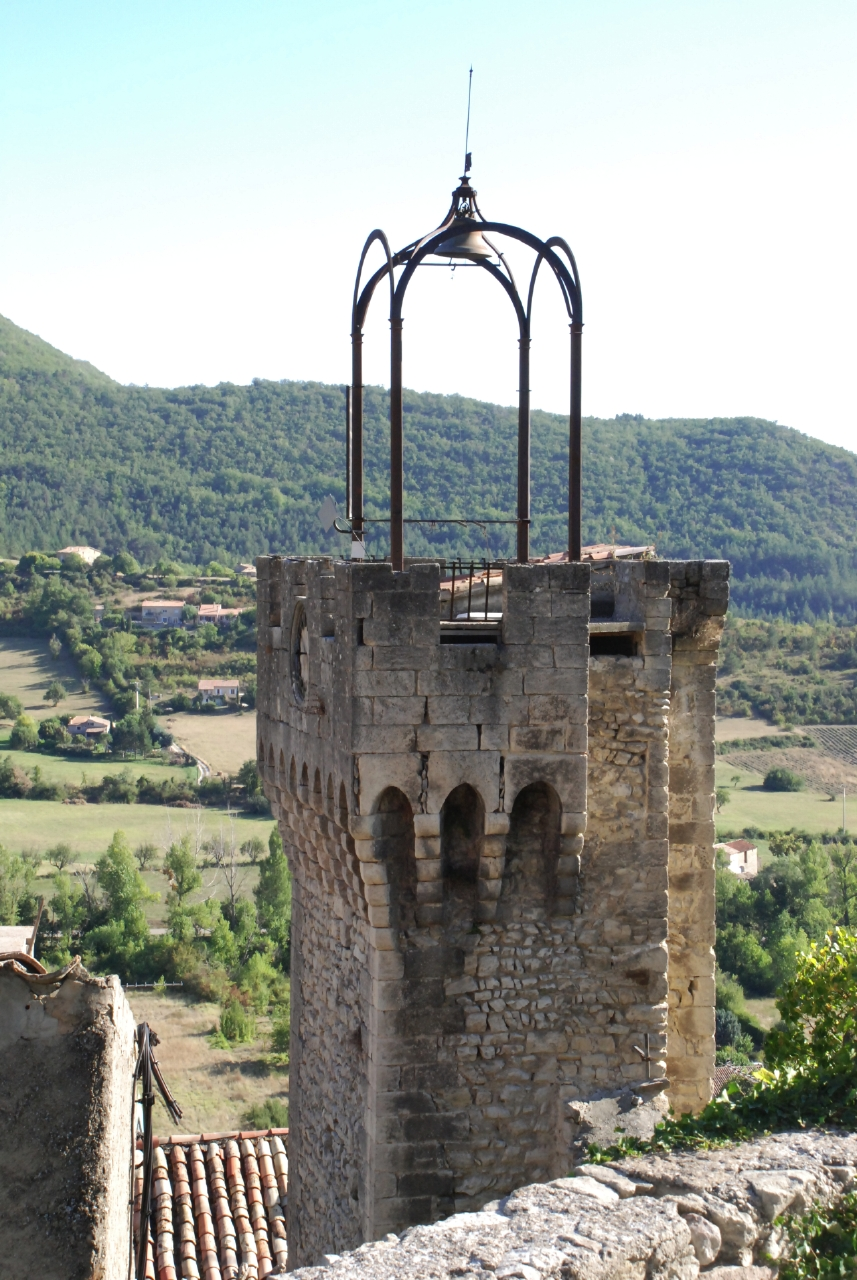
Uhrenturm l’Horloge
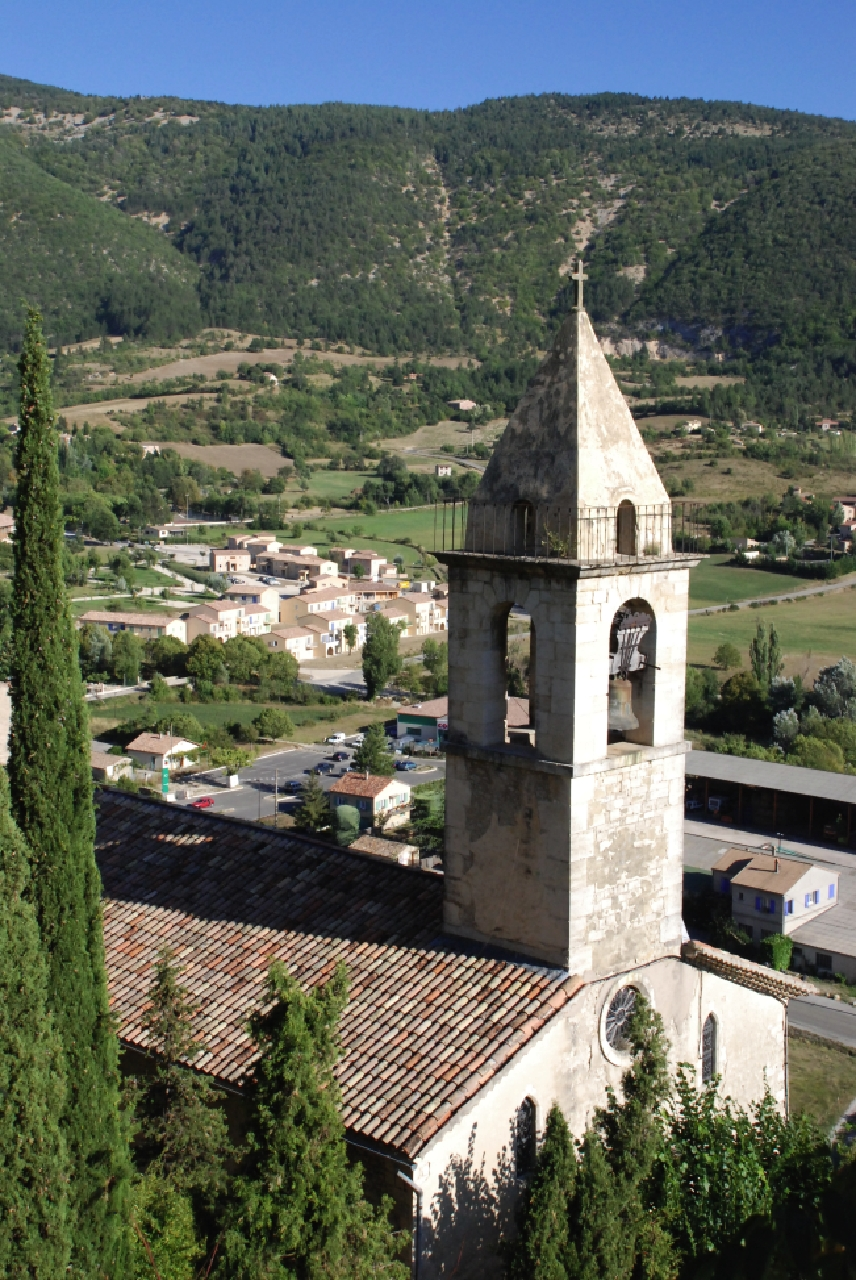
Pfarrkirche Notre-Dame
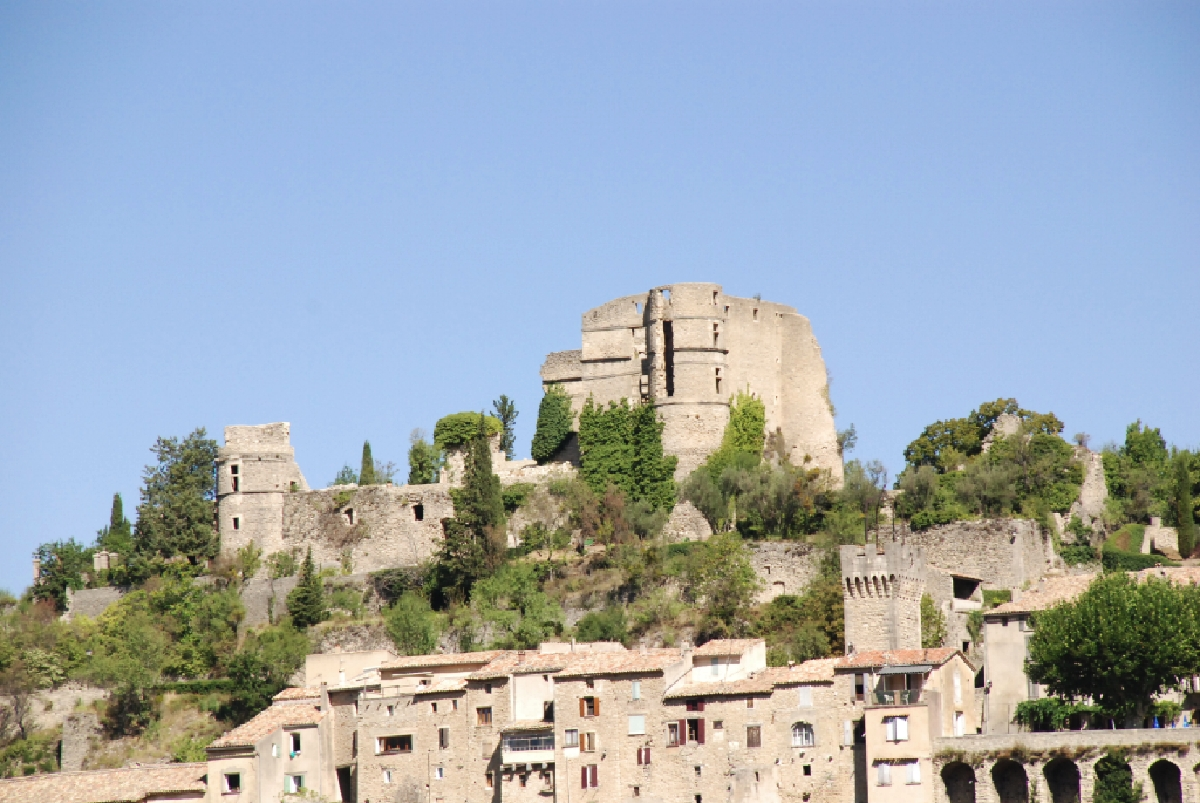
Burgruine Dupuy-Montbrun
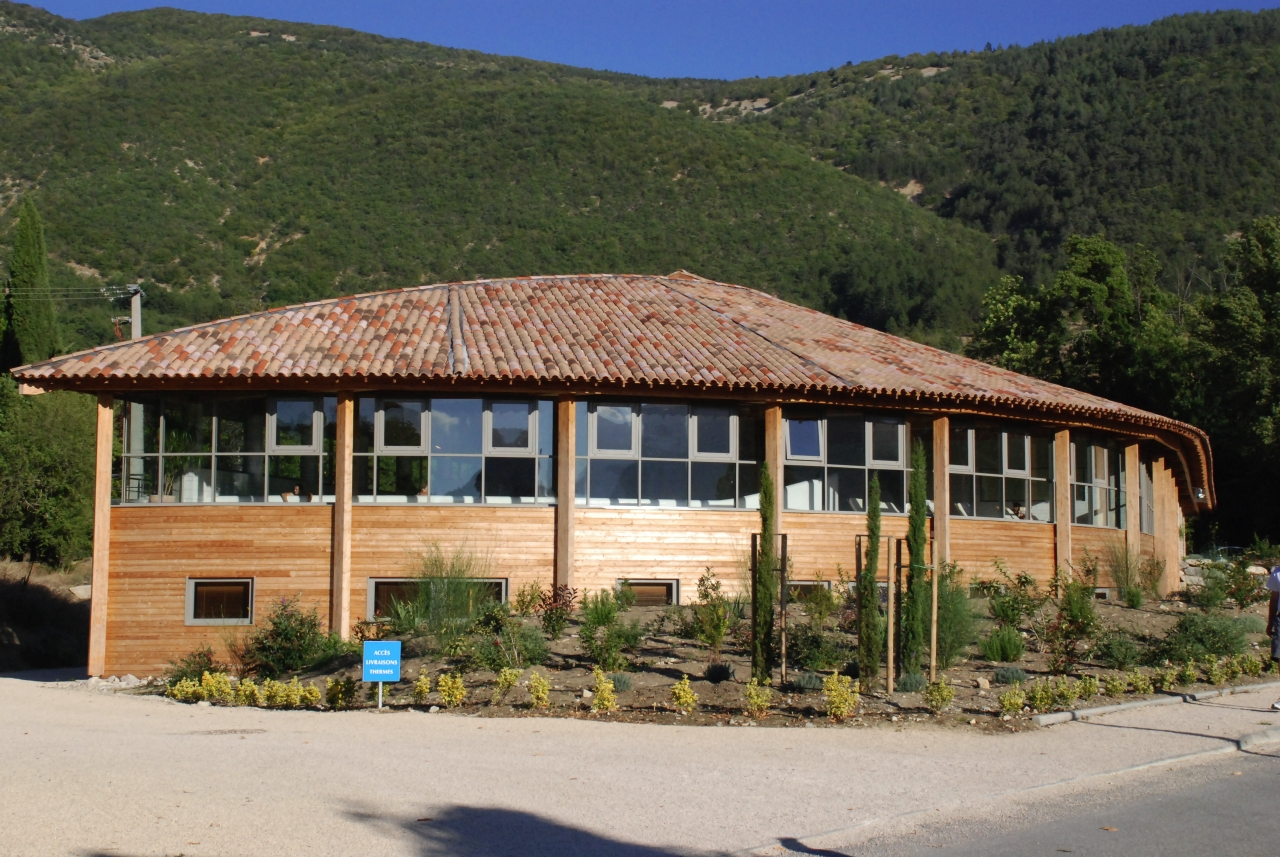
Modernes Thermalbad

## Verkehr
Montbrun-les-Bains besaß einen im Tal der Ouvèze liegenden Haltepunkt an der Schmalspurbahn Orange-Buis-les-Baronnies. Heute verläuft auf der Bahnstrecke ein Fahrradweg.

## Persönlichkeiten
- Charles Dupuy de Montbrun (1530–1575), Anführer der Hugenotten
- Renè du Puy-Montbrun, seigneur de Villefranche et de la Joncherè (1602–1659), Obrist im Dreißigjährigen Krieg